# モモルデノール
モモルデノール(Momordenol)は、ツルレイシ(Momordica charantia)の新鮮な果実に含まれる天然のステロールである。
酢酸エチル及びメタノールに溶けるが、純粋なクロロホルムやガソリンには溶けない。160-161℃で融解する細かい針状に結晶化する。1997年にS. Begumにより単離された。